# تسوق سري
التسوق السري يقيس جودة خدمة العملاء داخل المؤسسات من وجهة نظر وتجربة العميل. الأسلوب بسيط حيث يتعامل المتسوق السري مع المؤسسة كعميل عادي ثم يقدم تقريرا عن هذه التجربة. ومن ثم تقديم تقارير شاملة بعد التسوق السري بمدة تتراوح بين 24 إلى 48 ساعة.
يعتبر التسوق السري عنصراً أساسياً في عجلة تحسين خدمة العملاء. إن نتائج التسوق السري تعرض للاستشاريين والمدربين موقفاً حقيقياً مما يساعد على تطبيق حلول تحسن فعالة وبالتالي يتسنى للمؤسسات رؤية نتائج هذا التحسن بسرعة.

## تقارير التسوق السري
بمجرد انتهاء المتسوق السري من زيارة أو مكالمة التسوق السري أو الأستفسار على الموقع الإلكتروني، يتم وضع النتائج مباشرة على أداة الحلول الإلكترونية الخاصة بالتسوق السري، . 
يستطيع العملاء، استلام التقارير الخاصة بهم وكذلك تحليل النتائج بعد إتمام نشاط التسوق السري بفترة تتراوح من 24 إلى 48 ساعة.
كما تسمح أداة الحلول الإلكترونية، نوليدج تراك(knowledgetrak.com)، للمؤسسات التي تتعامل معنا بالمقارنة بين مراحل التسوق السري مما يمكنها على الفور من التعرف على التحسن الذي يحدث في خدمة العملاء.

## تدريب المتسوق السري
يتلقى جميع المتسوقين السريين تدريباً مكثفاً على عملية التسوق السري بالإضافة إلى قيام المدربين الداخلين بشركة ما بإلقاء محاضرة شاملة على هؤلاء المتسوقين السريين قبل تنفيذ أي نشاط تسوق سري. يعمل لدى شركة متسوق سري ولذا فمن الضروري أن نختار من بينهم المتسوقين السريين الذين تتناسب صفاتهم من حيث العمر والجنس والجنسية وما إلى ذلك مع طبيعة السوق الذي سيقومون فيه بنشاط التسوق السري.